# Лековима изазвано продужење QT интервала
Лековима изазвано продужење QT интервала је електрични поремећај у срчаној активности који се карактерише одложеном реполаризацијом срчаних комора, што значи да срчаном мишићу треба дуже него нормално време да се напуни између откуцаја. Овај електрични поремећај  се може видети (регистровати) на електрокардиограму (ЕКГ). Прекомерно продужење QT интервала може изазвати тахикардије као што је torsades de pointes (TdP).
Продужење QT интервала када су у питању лекови један је од нежељени ефекат антиаритмика, али може бити узроковано и широким спектром лекова који нису срчани, укључујући антибиотике, антидепресиве, антихистаминике, опиоиде и комплементарне лекове.
На ЕКГ, QT интервал представља сумацију акционих потенцијала у ћелијама срчаног мишића, што може бити узроковано повећањем улазне струје кроз натријумове или калцијумове канале или смањењем излазне струје кроз калијумове канале. Везивањем за протеин „брзе“ одложене исправљајуће калијумове струје и инхибирањем, одређени лекови могу смањити излазни ток калијумових јона и продужити дужину реполаризације миокарда фазе 3, што резултује продужењем QT интервала.

## Епидемиологија
Не постоји апсолутна дефиниција која описује учесталост продужења QT интервала изазваног лековима, јер се већина података добија из извештаја о случајевима или малих опсервационих студија. 
Иако је продужење QT интервала један од најчешћих разлога за повлачење лекова са тржишта, укупну учесталост продужења QT интервала изазваног лековима је тешко проценити. Једна студија у Француској проценила је да је између 5-7% пријава вентрикуларне тахикардије, вентрикуларне фибрилације или изненадне срчане смрти заправо последица продужења QT интервала изазваног лековима и torsades de pointes. Опсервациона студија из Холандије показала је да је 3,1% пацијената који су доживели изненадну срчану смрт такође користило лек који продужава QT интервал. 

## Етиологија
QT интервал је вредност која се мери на електрокардиограму. Мерења почињу од почетка Q таласа до краја Т таласа. Вредност је показатељ времена које је потребно комори од почетка контракције до краја релаксације. Вредност нормалног QT интервала је слична код мушкараца и жена од рођења до адолесценције. Током детињства, нормалан QTc је дефинисан као 400±20 милисекунди. Пре пубертета, 99. перцентила QTc вредности је 460 милисекунди. Након пубертета, ова вредност се повећава на 470 милисекунди код мушкараца и 480 милисекунди код жена.
Тorsades de pointes (TdP)  је један облик аритмије или прецизније полиморфне вентрикуларне тахикардије која се манифестује дугим QT интервалом. Дијагноза TdP се поставља електрокардиограмом (ЕКГ), који показује брзе неправилне QRS комплексе (види слику). Термин „Тorsades de pointes се са француског преводи као „увијање врхова“ јер комплекси изгледају као да се таласају или увијају око основне линије ЕКГ-а. TdP се може стећи наслеђивањем конгениталног синдрома дугог QT интервала или, чешће, уношењем фармаколошког лека. Током епизода TdP, пацијенти имају срчану фреквенцију од 200 до 250 откуцаја/минут, што се може манифестовати као палпитације или синкопа. TdP се често сам повлачи, међутим, може довести до вентрикуларне фибрилације и изазвати изненадну срчану смрт. 

### Фактори ризика
Фармаколошки
Иако је тешко предвидети које ће особе бити погођене синдромом дугог QT интервала изазваним лековима, постоје општи фактори ризика који могу бити повезани са употребом одређених лекова. Генерално, како се доза лека повећава, повећава се и ризик од продужења QT интервала. Поред тога, фактори као што су брза инфузија, истовремена употреба више лекова за које се зна да продужавају QT интервал, лечење диуретицима, поремећаји електролита (хипокалемија, хипомагнеземија или хипокалцемија), старија старост, брадиаритмије и женски пол су се показали као фактори ризика за развој продужења QT интервала изазваног лековима.  Показало се да се TdP  јавља до три пута чешће код жена у поређењу са мушкарцима, вероватно као резултат постпубертетског хормонског утицаја на срчане јонске канале. QTc интервал је дужи код жена, као и да има јачи одговор на IKr-блокаторе. Код мушкараца, присуство тестостерона повећава IKr канале и стога смањује QT интервал. Другим речима, естрогени продужавају QT интервал, док га андрогени скраћују и смањују одговор на IKr-блокаторе.
Структурна болест срца, као што су срчана инсуфицијенција, инфаркт миокарда и хипертрофија леве коморе, такође су фактори ризика. Хипокалемија и/или хипомагнезијемија изазвана диуретицима, узети за срчану инсуфицијенцију, могу изазвати проаритмију. Исхемија која настаје услед инфаркта миокарда такође изазива продужење QT интервала.
Нефармаколошки фактори ризика
Неколико фактора утиче на ризик од продужења QT интервала изазваног лековима а то су: 
- Године живота

- Женски пол је документован у многим студијама као фактор ризика, при чему жене имају основне QTc интервале који су генерално 20 милисекунди дужи него код мушкараца.

- Срчана стања попут брадикардије такође су назначена као нефармаколошки фактори ризика за продужење QT интервала изазвано лековима и TdP. Спор срчани ритам продужава фазу реполаризације, чинећи особу подложном продужењу QT интервала изазваном лековима.

- Срчана инсуфицијенција је повезана са продуженим акционим потенцијалима блокираним IKr каналима, што доводи до повећаног ризика од аритмија изазваних лековима.

- Абнормалности електролита (нпр. хипокалемија, хипокалцемија и хипомагнеземија) могу повећати ризик од продужења QT интервала.

- Генетске мутације унутар натријумових канала срца такође могу повећати ризик од продужења QT интервала и TdP.

Иако ови нефармаколошки фактори ризика, када се комбинују са одређеним лековима, повећавају ризик пацијената од продужења QT интервала, тешко је предвидети брзину којом одређени лекови могу изазвати продужење QT интервала или TdP.

## Лекови који изазивају продужење QT интервала
Главне групе лекова које могу изазвати продужење QT интервала су антиаритмички лекови, психијатријски лекови и антибиотици. Остали лекови укључују антивирусне и антифунгалне лекове.

### Антиаритмички лекови
Антиаритмички лекови класе I (нпр. кинидин, дизопирамид и прокаинамид) често су повезани са изазивањем аритмије, укључујући TdP. Извештаји су проценили да кинидин може изазвати ТдП код 1% до 8% пацијената, чак и при нижим дозама.  Познато је да соталол и амиодарон, антиаритмици класе III, продужавају QT интервал блокирањем IKr. Међутим, ризик од TdP са амиодароном је низак у поређењу са соталолом.  Веће концентрације лека соталол могу довести до продужења QTc интервала за приближно 10 до 40 милисекунди, чиме се повећава инциденца TdP. Са изузетком кинидина, степен продужења QT интервала повезан са антиаритмицима зависи од нивоа лека у серуму. 

### Антимикробни лекови
Флуорохинолони, макролиди и антифунгални агенси повезани су са продуженим QT интервалом и TdP. 3 Кинолони су широко коришћени антибиотици који се често прописују за лечење респираторних и уринарних инфекција. Ципрофлоксацин, левофлоксацин, гатифлоксацин и моксифлоксацин су најчешће прописивани флуорокинолони у Сједињеним Америчким Државама.  Утврђено је да спарфлоксацин – једини флуорокинолонски лек који показује активност сличну антиаритмицима класе III – од ових лекова највероватније изазива продужени QTc интервал, што је довело до његовог повлачења са тржишта. Грепафлоксацин (није на тржишту у САД) такође је показао да повећава QTc интервал, иако не тако значајно као спарфлоксацин. Седамнаест извештаја о случајевима TdP изазваног левофлоксацином објављено је у литератури од 2005. године.
Макролиди, посебно еритромицин, показују електрофизиолошке ефекте сличне онима антиаритмика класе III (амиодарон, соталол, ибутилид и дофетилид). Макролиди могу продужити миокардни акциони потенцијал дисперзијом електричне активности по зиду коморе, што доводи до продуженог QT интервала или TdP. Еритромицин је такође инхибитор CYP3A4, што представља опасност од значајних фармакокинетичких интеракција са бројним лековима, а најзначајније са цисапридом.  
Антифунгални лекови, као што су кетоконазол и итраконазол, могу имати утицај на калијумове канале и довести до продуженог QT интервала. Антифунгални лекови су такође снажни инхибитори CYP3A4. Сходно томе, када се лекови које метаболише 3A4 изоензим истовремено примењују са антифунгалним лековима, ризик од продужења QT интервала значајно се повећава.

### Антипсихотици
У прошлости су антипсихотици били повезани са повећаним ризиком од изненадне смрти. Недавно је сугерисано да овај ризик може бити повезан са продужењем QT интервала; међутим, то је тешко утврдити без резултата ЕКГ-а. Структурна разлика антипсихотика отежава процену ефеката које ови агенси могу имати на QT интервале.8 Иако тачан механизам којим антипсихотици доводе до продужења QT интервала није јасан, чини се да они остварују своје ефекте блокирањем IKr калијумових канала, што доводи до одложене реполаризације. Интерференција са натријумовим и калцијумовим каналима је још један потенцијални механизам. Без обзира на механизам, продужење QT интервала повезано са антипсихотицима изгледа да је повезано са дозом и концентрацијом лека у плазми.
Тиоридазин, фенотиазински антипсихотик који изазива значајну блокаду IKr канала, повезан је са продужењем QTc интервала и TdP интервалом, што је резултирало изненадном смрћу. Произвођач тиоридазина сада препоручује да се његова употреба ограничи на пацијенте који нису реаговали на друге антипсихотике или пацијенте који имају неподношљиве нежељене ефекте са другим лековима.
Случајеви продужења QT интервала, TdP интервала и смрти такође су повезани са употребом халоперидола у терапијским дозама. Међутим, ризик од нежељених срчаних ефеката изгледа да је далеко мањи код халоперидола у поређењу са тиоридазином. За разлику од тиоридазина, халоперидол се и даље широко користи. Високе дозе дроперидола су такође повезане са продужењем QT интервала; дроперидол сада има упозорење у црној кутији које указује на овај ризик. 
Атипични антипсихотици су такође повезани са продужењем QT интервала. Ипак, ризик од ТдП изгледа да је нижи него код тиоридазина. Ризик од продужења QT интервала изгледа да је највећи код зипрасидона у поређењу са другим атипичним агенсима. Упозорење у црној кутији додато је на етикету зипрасидона, наводећи ризик од вентрикуларних аритмија, али је ризик од TdP или изненадне смрти редак. Други атипични антипсихотици - као што су клозапин, кветиапин, рисперидон и оланзапин - такође могу изазвати продужење QT интервала, што је обично зависно од дозе.

### Антихистаминици
Неседативни антихистаминици сматрани су потенцијалним узроцима продужења QT интервала. Утврђено је да терфенадин и астемизол имају проаритмичке ефекте, што је довело до њиховог повлачења са тржишта 1998. и 1999. године, респективно.  Иако је терфенадин био повезан са повећаним ризиком од TdP, активни метаболит фексофенадин је био.

## Дијагноза
Већина пацијената са продужењем QT интервала изазваним лековима је асимптоматска и дијагноза се поставља искључиво ЕКГ-ом у вези са историјом употребе лекова за које се зна да изазивају продужење QT интервала. 
Мањи број пацијената испољава симптоме који се обично јављају са једним или више знакова  код аритмије, као што су вртоглавица, синкопа или палпитације.Ако аритмија потраје, пацијенти могу доживети изненадни срчани застој. 

## Терапија
Лечење захтева идентификацију и уклањање свих узрочних лекова и корекцију свих основних електролитских абнормалности. Иако се TdP често самостално повлачи, кардиоверзија може бити индикована ако пацијенти постану хемодинамски нестабилни, што се види по знацима као што су хипотензија, измењено ментално стање, бол у грудима или срчана инсуфицијенција. Доказано је да је интравенски дат магнезијум сулфат веома ефикасан и за лечење и за превенцију TdP. 
Збрињавање пацијената са TdP зависи од стабилности пацијента. Витални знаци, ниво свести и тренутни симптоми се користе за процену стабилности. Пацијенте који су стабилни треба лечити уклањањем основног узрока и корекцијом електролитских абнормалности, посебно хипокалемије. Треба набавити ЕКГ, прикључити кардиомонитор, успоставити интравенски приступ, дати додатни кисеоник и послати узорке крви на одговарајуће студије. Пацијенте треба континуирано поново процењивати на знаке погоршања док се TdP не повлачи. Поред корекције електролитских абнормалности, показало се да је и интравенски магнезијум који се даје од помоћи. Магнезијум сулфат који се даје као 2 г интравенски болус помешан са D5W може се давати током 15 минута код пацијената без срчаног застоја. Атријални пејсинг или давање изопротеренола могу нормализовати срчану фреквенцију.
Нестабилни пацијенти показују знаке бола у грудима, хипотензије, убрзаног срчаног ритма и/или срчане инсуфицијенције. Пацијенти који развију срчани застој биће без пулса и без свести. У овим случајевима је индикована дефибрилација и реанимација. Пацијентима са срчаним застојем треба давати интравенски магнезијум сулфат током два минута. Након дијагностиковања и лечења узрока LQTS-а, такође је важно обавити темељну анамнезу и ЕКГ скрининг. Чланови непосредне породице такође треба да буду прегледани на наследне и урођене узроке QT синдрома изазваног лековима.